# Ginger Alden
 (juin 2016).
Si vous disposez d'ouvrages ou d'articles de référence ou si vous connaissez des sites web de qualité traitant du thème abordé ici, merci de compléter l'article en donnant les références utiles à sa vérifiabilité et en les liant à la section « Notes et références ».
Pour les articles homonymes, voir Alden.
Ginger Alden est une actrice et mannequin américain, née le 13 novembre 1956 à Memphis, dans le Tennessee (États-Unis).

## Biographie
Elle est surtout connue pour avoir été la dernière compagne d'Elvis Presley et la première personne à découvrir Elvis sans vie (car elle a passé la dernière nuit d'Elvis chez lui). Elle a aussi publié un livre sur sa vie avec Elvis.
Elle a été mariée à Ron Leyser.

## Filmographie
Elle a joué dans Lady Grey (1980), Living Legend: The King of Rock and Roll (1980) et Capitol (1982).